# Temporada 1958-59 de los Boston Celtics
La temporada 1958-59 fue la decimotercera de los Boston Celtics en la NBA. La temporada regular acabó con 52 victorias y 20 derrotas, clasificándose para los playoffs, en los que alcanzaron las Finales por terer año consecutivo, derrotando en las mismas a Minneapolis Lakers. Fue su segundo anillo de la NBA, y el comienzo de una hegemonía que duraría una década.

## Elecciones en el Draft
| Ronda | Puesto | Jugador      | Posición | Nacionalidad   | Universidad    |
| ----- | ------ | ------------ | -------- | -------------- | -------------- |
| 1     | 7      | Bennie Swain | Alero    | Estados Unidos | Texas Southern |
| 2     | 15     | Jimmy Smith  | Alero    | Estados Unidos | Franciscan*    |

## Temporada regular
| División Este         | División Este | División Este | División Este | División Este | División Este | División Este | División Este | División Este |
| Equipo                | G             | P             | %             | PD            | Casa          | Fuera         | Neutral       | Div           |
| --------------------- | ------------- | ------------- | ------------- | ------------- | ------------- | ------------- | ------------- | ------------- |
| x-Boston Celtics      | 52            | 20            | .722          | –             | 26–4          | 13–15         | 13–1          | 23–13         |
| x-New York Knicks     | 40            | 32            | .556          | 12            | 21–9          | 15–15         | 4–8           | 19–17         |
| x-Syracuse Nationals  | 35            | 37            | .486          | 17            | 17–9          | 7–24          | 8–7           | 14–22         |
| Philadelphia Warriors | 32            | 40            | .444          | 20            | 17–9          | 7–24          | 8–7           | 14–22         |

## Playoffs

### Finales de División
Boston Celtics vs. Syracuse Nationals
| Fecha       | Partido                                    | Ciudad   |
| ----------- | ------------------------------------------ | -------- |
| 18 de marzo | Boston Celtics 131, Syracuse Nationals 109 | Boston   |
| 21 de marzo | Syracuse Nationals 120, Boston Celtics 118 | Syracuse |
| 22 de marzo | Boston Celtics 133, Syracuse Nationals 111 | Boston   |
| 25 de marzo | Syracuse Nationals 119, Boston Celtics 107 | Syracuse |
| 28 de marzo | Boston Celtics 129, Syracuse Nationals 108 | Boston   |
| 29 de marzo | Syracuse Nationals 133, Boston Celtics 121 | Syracuse |
| 1 de abril  | Boston Celtics 130, Syracuse Nationals 125 | Boston   |
|             | Boston gana las series 4-3                 |          |

### Finales de la NBA
Boston Celtics - Minneapolis Lakers
| Fecha      | Partido                                    | Ciudad      |
| ---------- | ------------------------------------------ | ----------- |
| 4 de abril | Boston Celtics 118, Minneapolis Lakers 115 | Boston      |
| 5 de abril | Boston Celtics 128, Minneapolis Lakers 108 | Boston      |
| 7 de abril | Minneapolis Lakers 110, Boston Celtics 123 | St. Paul    |
| 9 de abril | Minneapolis Lakers 113, Boston Celtics 118 | Minneapolis |
|            | Boston gana las finales 4-0                |             |

## Estadísticas
| Rk | Jugador          | Edad | P  | PT | MP   | TC  | TCI  | %TC  | 3P | 3PI | %3P | TL  | TLI | %TL  | RO | RD | RT   | AS  | RB | TAP | BP | FP  | PTS  |
| -- | ---------------- | ---- | -- | -- | ---- | --- | ---- | ---- | -- | --- | --- | --- | --- | ---- | -- | -- | ---- | --- | -- | --- | -- | --- | ---- |
| 1  | Bill Sharman     | 32   | 72 |    | 33.1 | 7.8 | 19.1 | .408 |    |     |     | 4.8 | 5.1 | .932 |    |    | 4.1  | 2.5 |    |     |    | 2.4 | 20.4 |
| 2  | Bob Cousy        | 30   | 65 |    | 37.0 | 7.4 | 19.4 | .384 |    |     |     | 5.1 | 5.9 | .855 |    |    | 5.5  | 8.6 |    |     |    | 2.1 | 20.0 |
| 3  | Tom Heinsohn     | 24   | 66 |    | 31.7 | 7.0 | 18.1 | .390 |    |     |     | 4.7 | 5.9 | .798 |    |    | 9.7  | 2.5 |    |     |    | 4.1 | 18.8 |
| 4  | Bill Russell     | 24   | 70 |    | 42.6 | 6.5 | 14.2 | .457 |    |     |     | 3.7 | 6.1 | .598 |    |    | 23.0 | 3.2 |    |     |    | 2.3 | 16.7 |
| 5  | Frank Ramsey     | 27   | 72 |    | 28.0 | 5.3 | 14.1 | .378 |    |     |     | 4.7 | 6.1 | .782 |    |    | 6.8  | 2.0 |    |     |    | 3.7 | 15.4 |
| 6  | Sam Jones        | 25   | 71 |    | 20.6 | 4.3 | 9.9  | .434 |    |     |     | 2.1 | 2.8 | .770 |    |    | 6.0  | 1.4 |    |     |    | 1.4 | 10.7 |
| 7  | Jim Loscutoff    | 28   | 66 |    | 25.5 | 3.7 | 10.4 | .353 |    |     |     | 0.9 | 1.3 | .738 |    |    | 7.0  | 0.9 |    |     |    | 4.3 | 8.3  |
| 8  | Bennie Swain     | 25   | 58 |    | 12.2 | 1.7 | 4.2  | .406 |    |     |     | 1.2 | 1.9 | .609 |    |    | 4.5  | 0.5 |    |     |    | 2.2 | 4.6  |
| 9  | Gene Conley      | 28   | 50 |    | 13.3 | 1.7 | 5.2  | .328 |    |     |     | 0.7 | 1.3 | .578 |    |    | 5.5  | 0.4 |    |     |    | 2.3 | 4.2  |
| 10 | Lou Tsioropoulos | 28   | 35 |    | 13.9 | 1.7 | 5.4  | .316 |    |     |     | 0.7 | 0.9 | .758 |    |    | 3.1  | 0.6 |    |     |    | 2.1 | 4.1  |
| 11 | K.C. Jones       | 26   | 49 |    | 12.4 | 1.3 | 3.9  | .339 |    |     |     | 0.8 | 1.4 | .603 |    |    | 2.6  | 1.4 |    |     |    | 1.2 | 3.5  |

## Galardones y récords
| Jugador      | Galardón                 |
| Bob Cousy    | Mejor quinteto de la NBA |
| Bill Sharman | Mejor quinteto de la NBA |
| Bill Russell | Mejor quinteto de la NBA |